# Delia cyclocera
Delia cyclocera este o specie de muște din genul Delia, familia Anthomyiidae, descrisă de Hsue în anul 1981. Conform Catalogue of Life specia Delia cyclocera nu are subspecii cunoscute.